# Cethosia liacura
Cethosia liacura är en fjärilsart som beskrevs av Hans Fruhstorfer 1912. Cethosia liacura ingår i släktet Cethosia och familjen praktfjärilar. Inga underarter finns listade i Catalogue of Life.